# محمد مرتضى الجنفوري
السيد محمد مرتضى الحسيني الجنفوري (ت. 1333 هـ). هو رجل دين وفقيه ومصنِّف شيعي هندي من تلامذة المحدِّث حسين النوري.

## مؤلفاته
ترك الجنفوري عدداً كبيراً من المؤلَّفات باللغات العربيَّة والفارسيَّة والأردويَّة، ومن مؤلَّفاته:
| - فوائد القرآن. ألَّفه بالعربيَّة وترجمه إلى بالهنديَّة والأردويَّة. - غرائب الأئمة فيما صدر من عجائبهم على أيد الأمة. - إيقاظ النائمين في رد تنبيه الغافلين. - الفوائد الكربلائية في رد شبهات الارتضائية. - الصول الأشد في رد القول الأسد. في الرد على كتاب القول الأسد الذي هو ترجمة فارسيَّة لكتاب يا علي مدد الأُردوي لعابد حسين السهارنپوري، ومُترجمه كلب باقر الجايسي الحائري. - فضل الصمد في استفهام ما في القول الأسد. في رد القول الأسد كذلك. - إرغام الماكرين. ردَّ فيه على كتاب إنذار الناذرين لعابد حسين السهارنپوري. - تفضيح السارقين. في ردِّ إنذار الناذرين كذلك. - ترجمة دعاء الصباح. ترجمة أردويَّة لدعاء الصباح. - تقويم الشيعة. - المواعظ المرتضوية. - تصحيح البراهين. - نور المستبصرين في نفي الظل للأئمة الطاهرين. | - مجالس الأبرار. ذكر الطهراني الذريعة أنَّ للجنفوري كتابين يحملان هذا العنوان. - دفع الإنكار عن بعض الأحاديث الثابتة من الآثار. - التهذيب المتين في أحوال أمير المؤمنين. - قتل المحاربين في رد إسكات المجانين. - إعلان صدق الاقتران. - نجم العلوم في معرفة النجوم. ترجمة لبابين من كتاب السماء والعالم من بحار الأنوار. - الكلام الحسن في جواب مسائل محمد حسن. - فهرست تصانيف شيخنا النوري. فهرس لأسماء مؤلَّفات ومصنَّفات حسين النوري. - حجة الإيمان. - عبرة الناظرين. - شفاء الصدور والكروب في ترجمة حياة القلوب. ترجمة عربيَّة لكتاب حياة القلوب للمجلسي. - حاشية مجمع البحرين. حاشية على كتاب مجمع البحرين ومطلع النيرين لفخر الدين الطريحي. - الحجة القاطعة. في الرد على كتاب إتمام الحجة. - سراج ايمان وهادى گم گشتگان. أردوي. |